# Michael Pössinger
Michael Pössinger (Ettal, 18 de enero de 1919-Ettal, 23 de mayo de 2003) fue un deportista alemán que compitió para la RFA en bobsleigh en la modalidad cuádruple. Ganó tres medallas en el Campeonato Mundial de Bobsleigh entre los años 1951 y 1954.

## Palmarés internacional
| Campeonato Mundial | Campeonato Mundial           | Campeonato Mundial | Campeonato Mundial |
| Año                | Lugar                        | Medalla            | Prueba             |
| ------------------ | ---------------------------- | ------------------ | ------------------ |
| 1951               | Alpe d'Huez (Francia)        | Medalla de oro     | Cuádruple          |
| 1953               | Garmisch-Partenkirchen (RFA) | Medalla de bronce  | Cuádruple          |
| 1954               | Cortina d'Ampezzo (Italia)   | Medalla de plata   | Cuádruple          |